# The Party Album
Das Party Album ist ein Doppelalbum des britischen Bluesmusikers Alexis Korner aus dem Jahr 1979, bei dem viele seiner alten Weggefährten mitwirkten. Es enthält neben einigen Bluesklassikern und Originals von Korner auch klassische Jazznummern.

## Entstehungsgeschichte
Das Album wurde an Alexis Korners 50. Geburtstag (19. April 1978) live im Gatsby Room, Pinewood Studios in London aufgenommen. Zu dem Konzert hatte Korner neben Bluesmusikern auch einige Bläser aus der Jazzszene eingeladen, mit denen er teilweise schon zu Beginn der 1960er Jahre zusammengespielt hatte. Die musikalischen Arrangements stammen überwiegend von Korner. Das Konzert wurde eigens für den WDR Rockpalast veranstaltet und in Zusammenarbeit mit der BBC aufgezeichnet und auch gefilmt. Anderthalb Jahre später erschien es auch auf Platte (zunächst allerdings nur für den deutschen Markt).

## Wirkungsgeschichte
Der Kritiker des Musikexpress vergab 1979 nur zwei Sterne und meinte „Locker und ungezwungen spielen Korner und (bis zu vierzehn) Musiker ... Blues und Jazz, aber richtig begeistern kann mich die Musik trotzdem nicht, im Gegenteil, ich empfinde sie sogar oft als langweilig. Den Stücken (Standards wie Spoonful und auch einige Korner-Titel) fehlt ein wenig der Drive, außerdem finde ich die sechs Bläser oft nervend. Recht gut gefällt mir lediglich die letzte Seite mit Chris Farlowe (voc), Eric Clapton (g), Paul Jones (harm) und einem ganz enormen Baßsolo von Colin Hodgkinson.“

## Titelliste
1. Things Ain’t What They Used to Be (Mercer Ellington) 7:23
2. Captain's Tiger (A. Korner) 3:30
3. Skipping (A. Korner) 3:10
4. Spoonful (Willie Dixon) 6:40
5. Medley: Finkle's Cafe (A. Korner)/Dooji Hooji (Duke Ellington) 9:06
6. Whole Mess of Blues (Doc Pomus/Mort Shuman) 5:36
7. Lining Track (Huddie Ledbetter) 3:15
8. Robert Johnson (A. Korner/John Edwards) 6:15
9. Hey Pretty Mama (Chris Farlowe) 4:19
10. Hi-Heel Sneakers (Robert Higginbotham) 9:15
11. Stormy Monday Blues (Billy Eckstine/Earl Hines) 5:59

Dies entspricht nicht der Setlist des Abends, denn darüber hinaus wurden bei der Erstsendung im Rockpalast noch folgende Stücke gespielt: Lining Track, Got to Get You Off of My Mind, Help Me und Louisiana Blues.

## Editionen
Die Konzertmitschnitte – sowohl Stücke in Bigband-Besetzung, dann  in einer Quartett-Besetzung und zum Abschluss in einer zwanglosen Jamsession wurde zunächst auf einer Doppel-LP veröffentlicht. Ein Teil der Stücke wurde auch in der DDR veröffentlicht. Der Mitschnitt ist bisher nicht in der Rockpalast-DVD-Serie erschienen.